# نيل غوبي
نيل غوبي هو عالم اجتماع كندي، ولد في 1 ديسمبر 1949.